# 約赫施托克山
46°46′17″N 8°23′43″E / 46.77146°N 8.395346°E

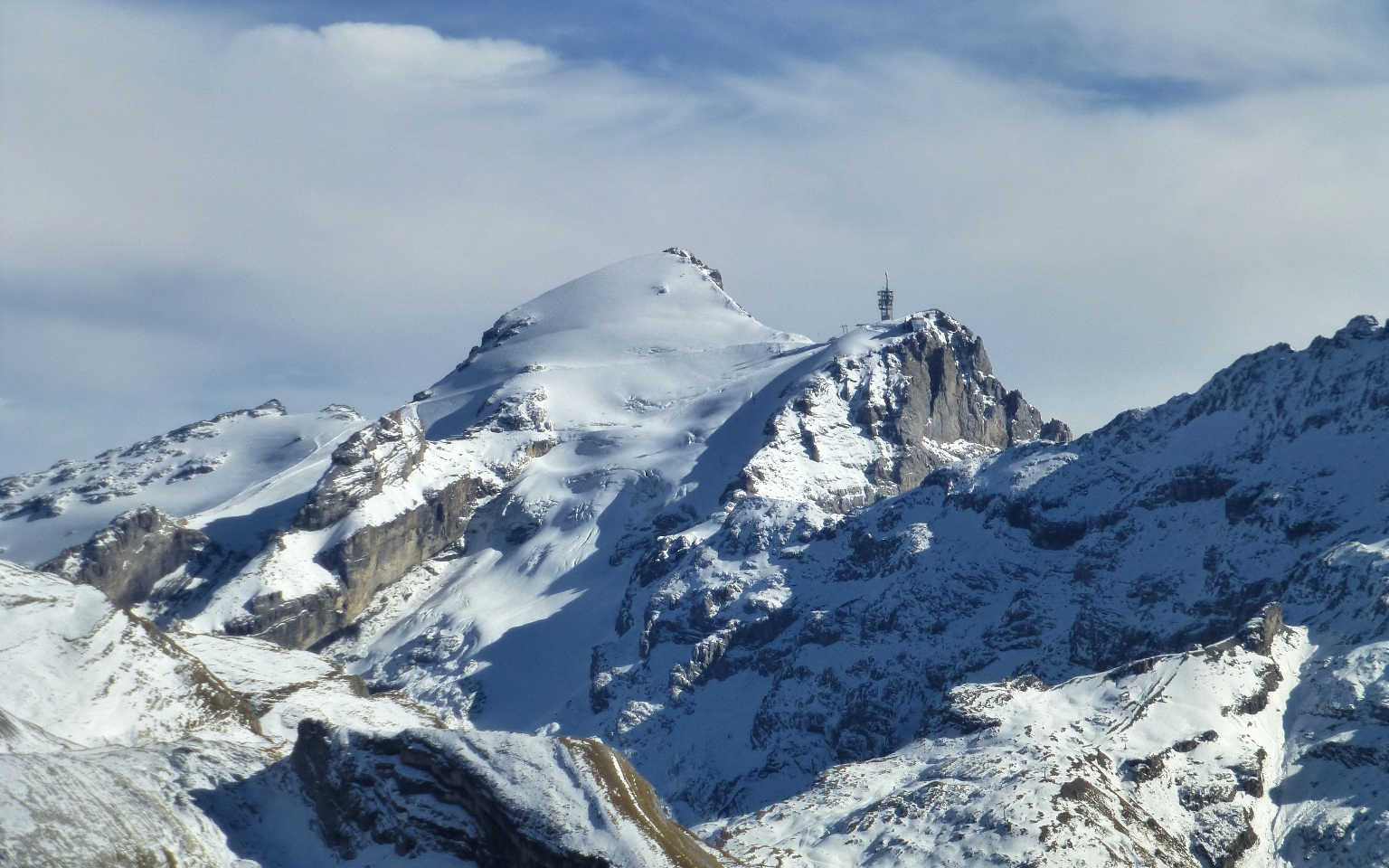

約赫施托克山（Jochstock）是瑞士的一座山峰，位於該國中部，處於上瓦爾登州、下瓦爾登州和伯恩州接壤的邊界，屬於烏里山的一部分，海拔高度2,563米，每年平均降雨量2,465毫米。